# Lista de entradas brasileiras na Billboard Hot 100

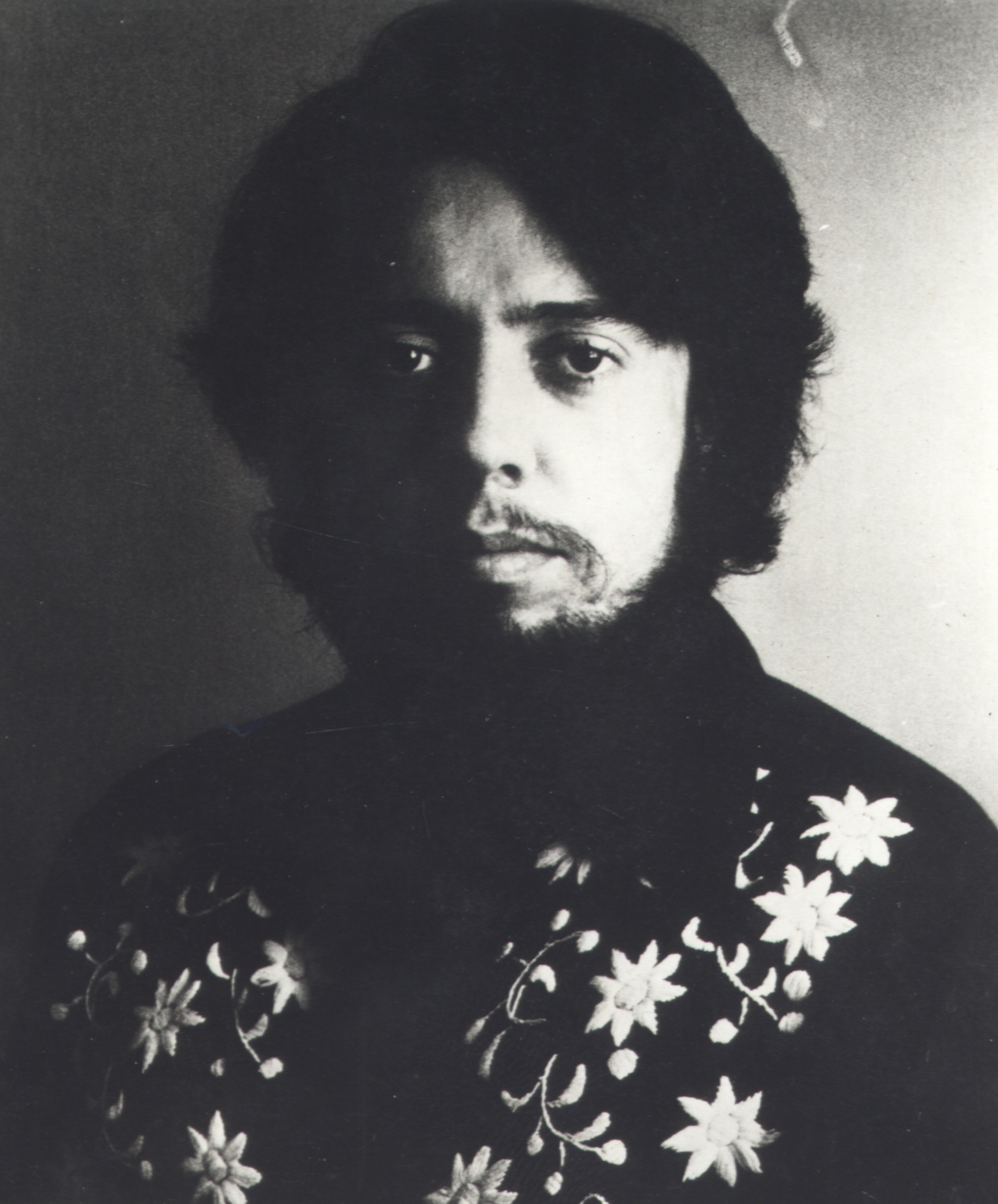
Sérgio Mendes é o brasileiro com mais entradas na Billboard Hot 100.

Esta lista contém todas as entradas brasileiras na parada americana Billboard Hot 100. O gráfico elaborado e publicado pela revista Billboard contabiliza as músicas mais ouvidas na semana nos Estados Unidos e é uma medidor de popularidade, pois reúne as execuções de faixas nas plataformas de streaming e em cerca de 1 mil estações de rádio no país, além de vendas digitais e físicas.
A primeira vez que um brasileiro foi listado na tabela foi em 1964, com Astrud Gilberto e sua interpretação da canção “The Girl from Ipanema”, versão inglesa de Norman Gimbel para "Garota de Ipanema", de Antônio Carlos Jobim e Vinicius de Moraes. Porém, o músico Sérgio Mendes é o brasileiro que mais vezes apareceu na tabela: 14 músicas ao longo de sua carreira. A cantora Anitta é a artista feminina brasileira com mais entradas na Billboard Hot 100, além de se tornar a brasileira com o maior pico na tabela no século XXI. O cantor Pabllo Vittar se tornou a primeira drag queen brasileira, e apenas a segunda drag queen ao todo após o estadunidense RuPaul, a figurar na Billboard Hot 100.

## Lista
| #  | Canção                             | Artista brasileiro | Melhor posição (pico) | Data (edição) da melhor posição | Semanas na parada | Ref.          |
| -- | ---------------------------------- | ------------------ | --------------------- | ------------------------------- | ----------------- | ------------- |
| 1  | "Maria Elena"                      | Índios Tabajaras   | 6.ª                   | 16 de novembro de 1963          | 12                | [ 11 ]        |
| 2  | “The Girl from Ipanema”            | Astrud Gilberto    | 5.ª                   | 18 de julho de 1964             | 12                | [ 12 ]        |
| 3  | “Mas que Nada”                     | Sérgio Mendes      | 47.ª                  | 29 de outubro de 1966           | 8                 | [ 13 ]        |
| 4  | “Constant Rain (Chove Chuva)”      | Sérgio Mendes      | 71.ª                  | 28 de janeiro de 1967           | 6                 | [ 14 ]        |
| 5  | “For Me”                           | Sérgio Mendes      | 98.ª                  | 1 de abril de 1967              | 2                 | [ 15 ]        |
| 6  | “Night and Day”                    | Sérgio Mendes      | 82.ª                  | 1 de julho de 1967              | 5                 | [ 16 ]        |
| 7  | “The Look of Love”                 | Sérgio Mendes      | 4.ª                   | 6 de julho de 1968              | 14                | [ 17 ]        |
| 8  | “The Fool on the Hill”             | Sérgio Mendes      | 6.ª                   | 28 de setembro de 1968          | 12                | [ 18 ]        |
| 9  | “Scarborough Fair”                 | Sérgio Mendes      | 16.ª                  | 14 de dezembro de 1968          | 9                 | [ 19 ]        |
| 10 | “Pretty World”                     | Sérgio Mendes      | 62.ª                  | 31 de maio de 1969              | 6                 | [ 20 ]        |
| 11 | “(Sittin' On) the Dock of the Bay” | Sérgio Mendes      | 66.ª                  | 19 de julho de 1969             | 5                 | [ 21 ]        |
| 12 | “Wichita Lineman”                  | Sérgio Mendes      | 95.ª                  | 6 de dezembro de 1969           | 2                 | [ 22 ]        |
| 13 | "Also Sprach Zarathustra (2001)"   | Eumir Deodato      | 2.ª                   | 31 de março de 1973             | 12                | [ 23 ]        |
| 14 | "Rhapsody in Blue"                 | Eumir Deodato      | 41.ª                  | 29 de setembro de 1973          | 8                 | [ 23 ]        |
| 15 | “Feelings”                         | Morris Albert      | 6.ª                   | 25 de outubro de 1975           | 32                | [ 24 ]        |
| 16 | “Sweet Loving Man”                 | Morris Albert      | 93.ª                  | 7 de fevereiro de 1976          | 2                 | [ 25 ]        |
| 17 | "Peter Gunn"                       | Eumir Deodato      | 84.ª                  | 27 de novembro de 1976          | 6                 | [ 23 ]        |
| 18 | "Happy Hour"                       | Eumir Deodato      | 70.ª                  | 3 de julho de 1982              | 5                 | [ 23 ]        |
| 19 | “Never Gonna Let You Go”           | Sérgio Mendes      | 4.ª                   | 9 de julho de 1983              | 23                | [ 26 ]        |
| 20 | “Rainbow's End”                    | Sérgio Mendes      | 53.ª                  | 10 de setembro de 1983          | 8                 | [ 27 ]        |
| 21 | “Olympia”                          | Sérgio Mendes      | 58.ª                  | 28 de abril de 1984             | 7                 | [ 28 ]        |
| 22 | “Alibis”                           | Sérgio Mendes      | 29.ª                  | 11 de agosto de 1984            | 19                | [ 29 ]        |
| 23 | “Music Is My Hot Hot Sex”          | Cansei de Ser Sexy | 63.ª                  | 1 de dezembro de 2007           | 3                 | [ 30 ]        |
| 24 | “Ai, Se Eu Te Pego”                | Michel Teló        | 81.ª                  | 12 de maio de 2012              | 12                | [ 31 ] [ 2 ]  |
| 25 | “We Are One (Ole Ola)”             | Claudia Leitte     | 59.ª                  | 28 de junho de 2014             | 6                 | [ 32 ]        |
| 26 | “Corazón”                          | Nego do Borel      | 87.ª                  | 27 de janeiro de 2018           | 9                 | [ 33 ] [ 34 ] |
| 27 | “Me Gusta”                         | Anitta             | 91.ª                  | 3 de outubro de 2020            | 1                 | [ 35 ]        |
| 28 | “Envolver”                         | Anitta             | 70.ª                  | 16 de abril de 2022             | 6                 | [ 35 ]        |
| 29 | “Bellakeo”                         | Anitta             | 53.ª                  | 3 de fevereiro de 2024          | 14                | [ 35 ]        |
| 30 | “Alibi”                            | Pabllo Vittar      | 95.ª                  | 3 de agosto de 2024             | 4                 | [ 36 ]        |
| 31 | “São Paulo”                        | Anitta             | 43.ª                  | 15 de fevereiro de 2025         | 3                 | [ 35 ]        |

## Ranking por entradas

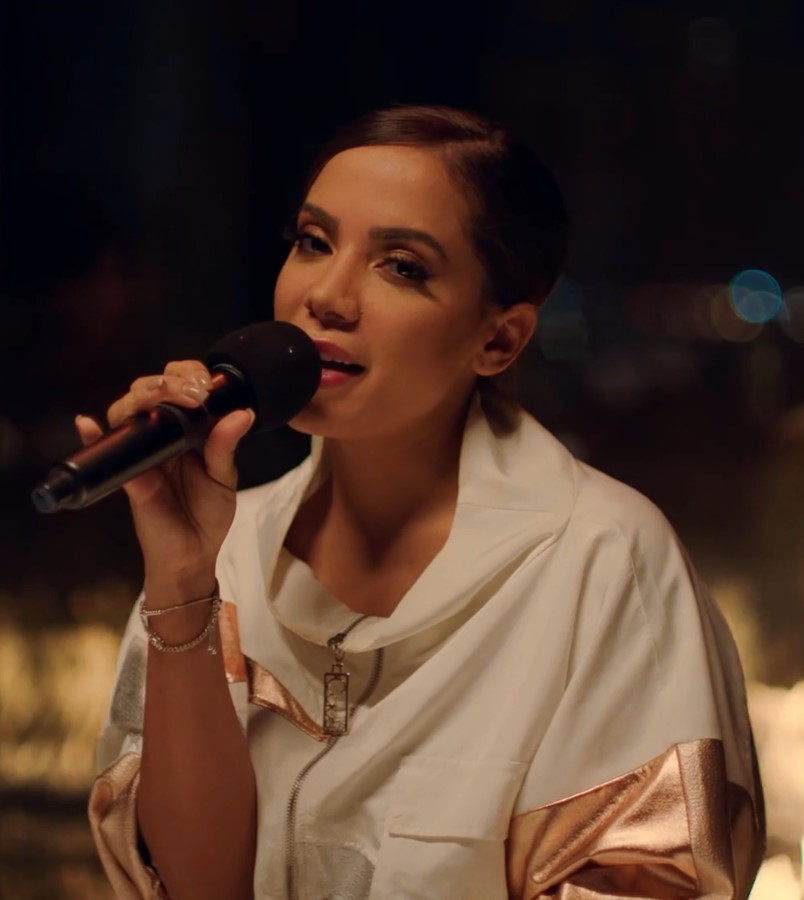
Anitta é a artista feminina brasileira com mais entradas na Billboard Hot 100.

| Posição | Artista            | Total de entradas |
| ------- | ------------------ | ----------------- |
| 1       | Sérgio Mendes      | 14                |
| 2–3     | Anitta             | 4                 |
| 2–3     | Eumir Deodato      | 4                 |
| 4       | Morris Albert      | 2                 |
| 5–10    | Astrud Gilberto    | 1                 |
| 5–10    | Cansei de Ser Sexy | 1                 |
| 5–10    | Claudia Leitte     | 1                 |
| 5–10    | Michel Teló        | 1                 |
| 5–10    | Nego do Borel      | 1                 |
| 5–10    | Pabllo Vittar      | 1                 |

## Ranking por semanas

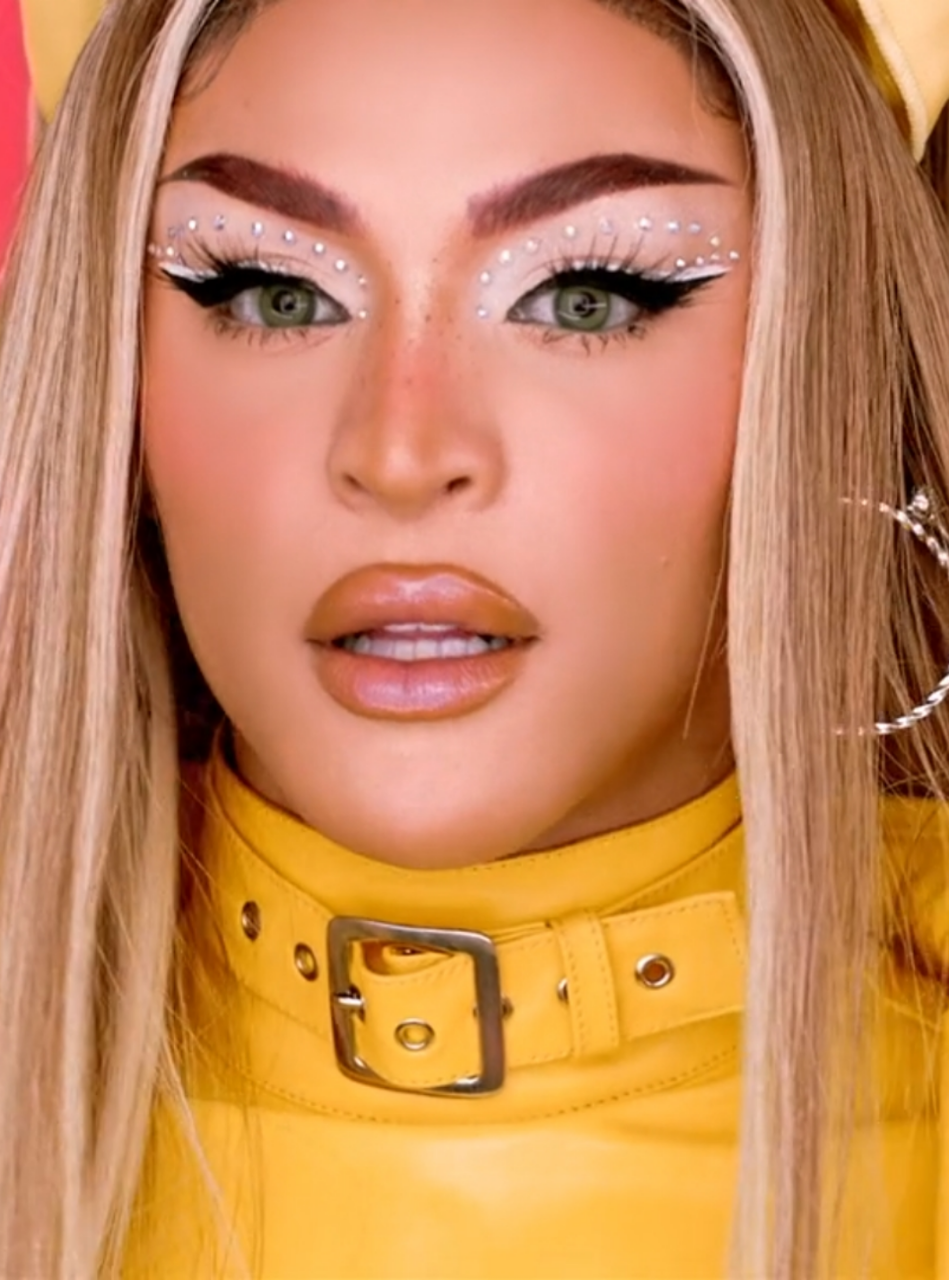
Pabllo Vittar é a primeira drag queen brasileira a figurar na Billboard Hot 100.

| Posição | Artista            | Total de semanas |
| ------- | ------------------ | ---------------- |
| 1       | Sérgio Mendes      | 126              |
| 2       | Morris Albert      | 34               |
| 3       | Eumir Deodato      | 31               |
| 4       | Anitta             | 24               |
| 5–6     | Astrud Gilberto    | 12               |
| 5–6     | Michel Teló        | 12               |
| 7       | Nego do Borel      | 9                |
| 8       | Claudia Leitte     | 6                |
| 9       | Pabllo Vittar      | 4                |
| 10      | Cansei de Ser Sexy | 3                |